# Tony Bell
Tony Bell (geboortenaam Antoine Vancluysen, Antwerpen, 12 februari 1913 - Westmalle, 25 april 2006) was een Vlaams zanger, acteur en komiek. Hij is vooral bekend geworden als "de koning van de moppentappers".

## Biografie
Hij begon al als elfjarige op te treden en in het begin van zijn carrière trad hij voornamelijk op als "entertainer" en zanger van populaire liedjes waaronder Oh, wat zijde gij schoon en Charel, ik heb oe kat gezien (in de volksmond wordt de "k" overigens meestal vervangen door een "g") waarmee hij in begin 1956 enkele weken de Vlaamse hitparade aanvoerde. Hij acteerde ook in enkele Vlaamse speelfilms in de jaren 1950-60: De roof van Hop-Marianneke (1954); Een zonde waard (1959); Hoe zotter, hoe liever (1960); De ordonnans/Café zonder bier (1962).
Onder invloed van de producer Al Van Dam, die onder andere ook met De Strangers werkte, profileerde hij zich nadien als moppentapper. Hij bracht in de jaren 1960-70 een aantal succesvolle LP's uit met zijn moppen. In 1988, bij zijn vijfenzeventigste verjaardag, kreeg hij een grote hulde in de Antwerpse Arenbergschouwburg van onder andere Bob Davidse, Terry Van Ginderen, Gaston Berghmans en Leo Martin, Bobbejaan Schoepen en De Strangers. Tony Bell bleef optreden tot op zijn tachtigste, en in deze periode (1992-1993) trad hij ook nog op in de komische VTM-televisieseries Chez Bompa Lawijt en Benidorm.
Hij kreeg de onderscheidingen van Ridder in de Leopoldsorde en Ridder in de Kroonorde.
Op Studio Brussel liet Peter Van de Veire in 2005-6 in zijn De grote Peter Van de Veire show elke dag een mop van Tony Bell horen bij wijze van uitsmijter.

## Filmografie
- 1954 - De Roof van Hop-Marianneke (als burgemeester van Blussingen).
  - Franse titel: Le Rapt de Hop-Marianneke
  - Engelse titel: The Theft of Hop-Marianneke
- 1959 - Een Zonde waard (als nonkel Leopold)
- 1960 - Hoe zotter, hoe liever
  - Franse titel: Au plus fou, au mieux
  - Engelse titel: The Dafter the Better
- 1962 - De Ordonnans (als theaterdirecteur)
  - Engelse titel: At the Drop of a Head
  - Franse titel: Café sans export
  - Vlaamse titel: Café zonder bier
  - Franse titel: L’Ordonnance
- 1988 - Postbus X, gastrol in Aflevering 6 Gerechtelijke dwaling als Mr. Kint
- 1992 - Benidorm, televisieserie
- 1994 - Chez Bompa Lawijt, televisieserie
- 1997 - Samson en Gert, gastrol in aflevering Het ziekenhuis als meneer Pruim